# 문효민
문효민(1992년 5월 10일 ~ )는 대한민국의 전 축구 선수로, 포지션은 수비수였다.